# 淡水ガニ

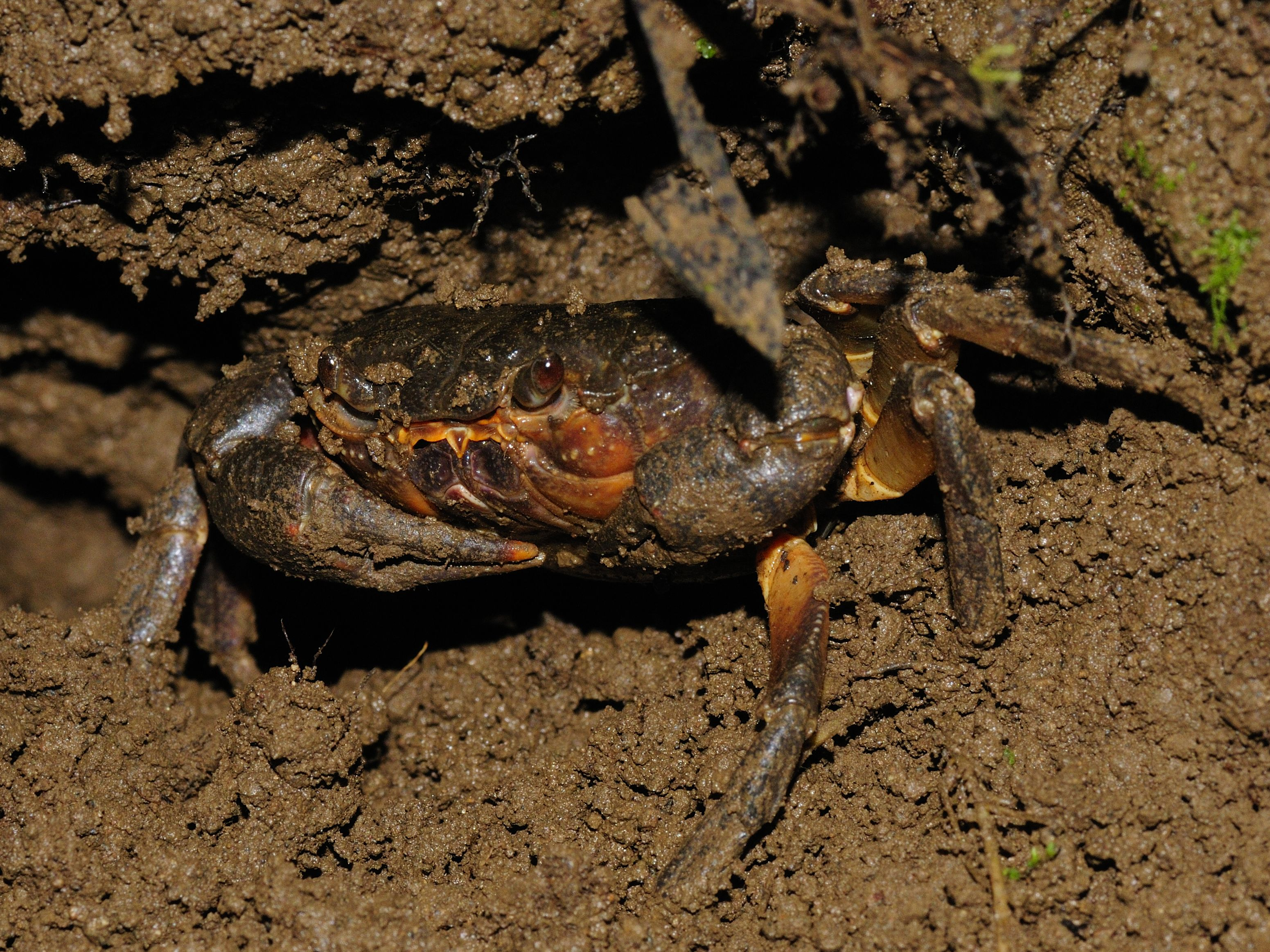
Potamon ibericum (Potamidae) ジョージア

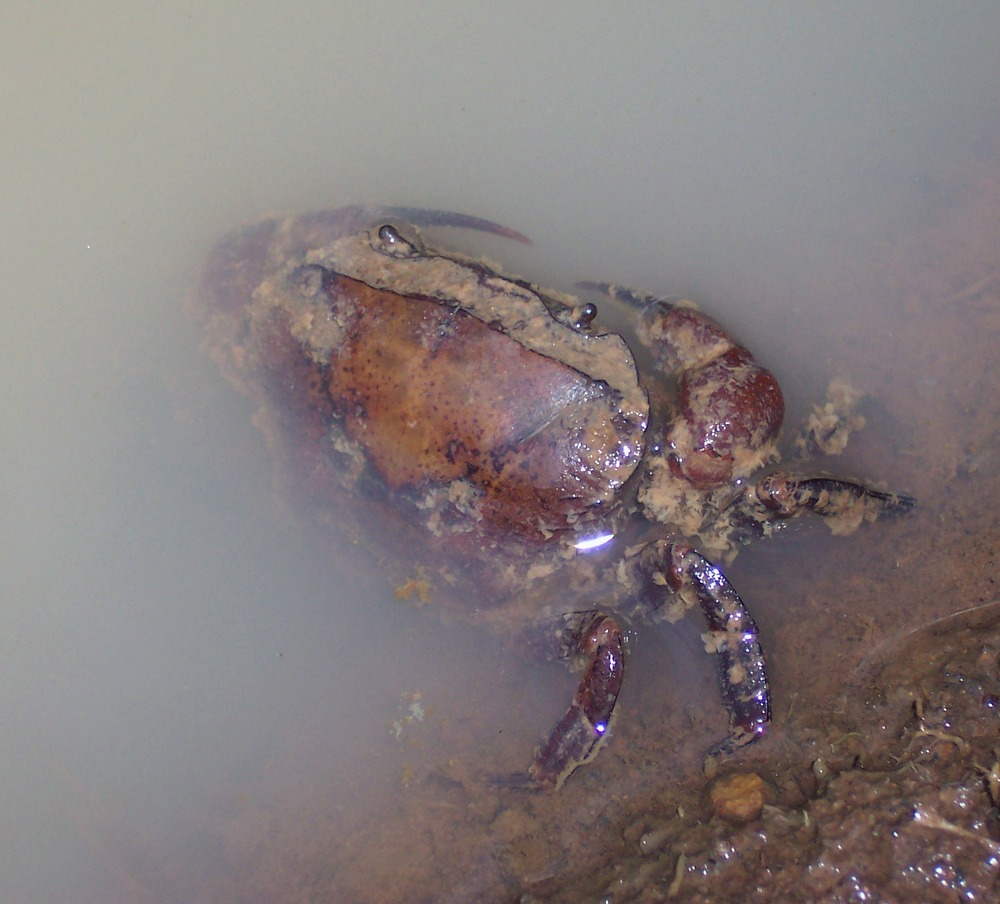
Parathelphusa convexa (Parathelphusidae) インドネシア

淡水ガニ（たんすいガニ）とは、主に海性を占めるカニの中でも河川等の淡水環境に適応したカニを指す。約 1,300 種の淡水ガニが熱帯および亜熱帯に分布し、8科に分類されている。何千ものゾエア幼虫を海中に解き放つ海性ガニとは対照的に、数百の稚ガニを孵化させ一時的な子育てを行う。そのため、淡水ガニは分散能力が制限されており、種、亜種ごとに狭い地域に分断される傾向がある。その結果、大部分が絶滅の危機に瀕している。
日本においては繁殖まで一貫した純淡水性のカニは日本固有種であるサワガニ属のみである。

## 体系
合計6,700種のカニのうち、1,300 種以上の淡水ガニが知られている。未記載種を含む淡水ガニの種の総数は最大で 2,155 種になる可能性があると考えられている。8つの科に属し、それぞれ限られた地域に分断されている。他の科のさまざまなカニも汽水や淡水条件に耐えることができるか、淡水に二次的に適応している。たとえばモクズガニは幼生は海で過ごし成体は汽水や淡水域で生活する。これらの科の系統関係にはまだ議論の余地があるため、真のカニ類の系統内で淡水生活様式が何回進化したかは不明である。
8つの科は下記の通り。
- Trichodactyloidea上科
  - Trichodactylidae科 (中央アメリカ及び南アメリカに分布)
- サワガニ上科 (Potamoidea)
  - サワガニ科 Potamidae (地中海盆地及びアジア)
  - Potamonautidae科 (アフリカ及びマダガスカル)
  - Deckeniidae科 (東アフリカ及びセーシェル) – Potamonautidaeの一部としても扱われる
  - Platythelphusidae科 (東アフリカ) – Potamonautidaeの一部としても扱われる
- Gecarcinucoidea上科
  - Gecarcinucidae科 (アジア)
  - Parathelphusidae科 (アジア及びオーストラリア）現在、Gecarcinucidae のシノニムとして扱われている。
- Pseudothelphusoidea上科
  - Pseudothelphusidae科 （中南米)

淡水生物の化石記録は一般的に乏しく、淡水ガニの化石もほとんど見つかっていない。最古のものは、東アフリカの漸新世のTanzanonautes tuerkayi であり、淡水ガニの進化は、ゴンドワナ大陸の分裂より後になる可能性が高いといわれている。
またカニと近縁のヤドカリ下目においては、タンスイコシオリエビ科とClibanarius fonticolaが純淡水性である。

## 生態

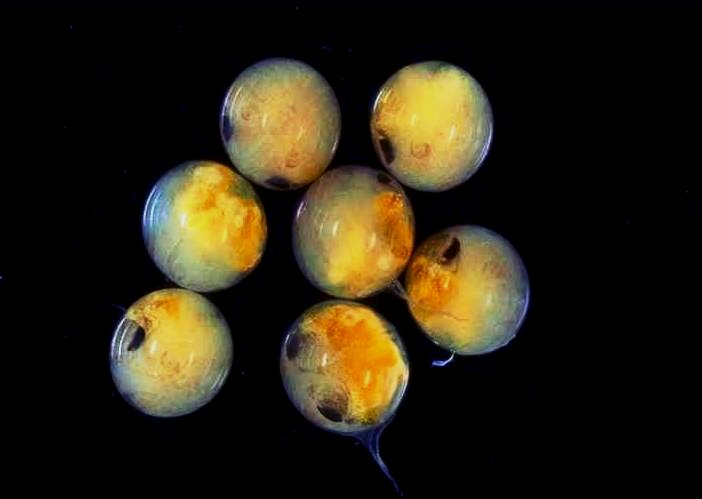
稚ガニの入ったPotamon fluviatileの卵

淡水ガニの外見はそれぞれ非常によく似ているため、雄の第一、第二腹肢(授精のために使われる)の形態が識別点として重要とされている。淡水ガニは、まずゾエア幼生として孵化する他の海性カニ類と違い、孵化後に変態することはなくいきなり稚ガニとして孵化する。これは遊泳力のないゾエア幼生だと海まで流されてしまうからである。抱卵数は数百個と少なく (海洋性カニの数十万個と比較して)、それぞれが直径が約 1 mmもある大きな卵である。
孵化後、サワガニの場合は雌親の腹部に抱えられた状態で10日ほど保護されて過ごしたのち、独り立ちする。
淡水環境への適応として、尿から塩分を再吸収したり、水分の損失を減らしたりする適応を有する。また、鰓に加えて鰓腔に疑似的な肺を有し、空気呼吸することができる。これらの前適応により陸上生活が可能となった種もいるが、アンモニアを排出するために定期的に水に戻る必要がある。

## 生息環境と保全
世界中の熱帯および亜熱帯地域で見られ、流れの速い川から沼地、木の幹や洞窟まで、幅広い水域に住んでいる。主に夜行性で、夜になると餌を求めて出てくる。ほとんどは雑食動物だが、タンガニーカ湖のPlatythelphusa armataのように、ほぼ完全にカタツムリを餌とする特殊な捕食者も少数いる。多くの海性カニにも言えることだが、いくつかの種は脊椎動物の餌資源として地域の食物連鎖を支えている。多くの淡水ガニ (たとえばNanhaipotamon属の種) は、Paragonimus 属の吸虫の二次宿主であり、ヒトにパラゴニムス症を引き起こす。
種の大部分は狭い範囲に生息する固有種である。これは、分散能力の低さと繁殖力の低さ、および人類によって引き起こされる生息地の分断が部分的に関わっている。西アフリカでは、サバンナの種は熱帯雨林の種よりも広く分布している。東アフリカでは、山地に生息する種の分布は限られているが、低地に生息する種はより広範囲に分布している。
これまでに記載された淡水ガニのすべての種は、国際自然保護連合によって評価されている。保全状況のデータが十分な種のうち、32% が絶滅の危機に瀕している。たとえば、スリランカの 50 種の淡水ガニのうち 1 種を除くすべてがその国の固有種であり、半数以上が絶滅の危機に瀕している。日本においてもカクレサワガニなどの多くの種が、環境省によって絶滅危惧種に指定されている。